# Hjältevadshus
Hjältevadshus är en hustillverkare med rötterna i småländska Hjältevad. Företaget grundades 1947 och har idag kontor över hela landet. Husen, främst enfamiljsvillor i trä, byggs inomhus i en torr och säker miljö för att undvika fukt och mögel. 
Hjältevadshus har fokus på hus till familjer med barn. I sitt sortiment erbjuder de husmodeller med fördelar som gynnar barnens hälsa, säkerhet, leklust och framtid. Hjältevadshus har samlat allt under devisen ”Det bästa för barnen”. 
I husbranschens egen undersökning av nollfelsbesiktningar har Hjältevadshus rankats högst och utsetts till ”Årets nollfelsaktör 2019″. 
Hjältevadshus har en av Sveriges snabbaste byggprocesser. Från beställning tar det bara 30 veckor till kunden kan flytta in. 
Sedan 2011 ägs bolaget av IT-koncernen Pulsen.